# Русинов Юхим Ісакович
Юхи́м Іса́кович Руси́нов (6 вересня 1905, Одеса — 30 листопада 1969, Одеса) — український композитор і диригент.

## Біографія
Закінчив Одеську консерваторію (1936), диригент оперних театрів у Дніпропетровську (1936—1941), Красноярську (1941—1944), Харкові (1944—1945), Одесі (з 1945).
Балети: «Три мушкетери», «Олеся», «По синьому морю», «Дюймовочка»; твори для симфонічного оркестру: Вальс, Полонез, Іспанський танець, 4 циганські танці; для скрипки з фортепіано: Ададжо і варіації, солоспіви та ін.